# Banco de Valores
Banco de Valores S.A., conocido comercialmente como VALO, es un banco privado argentino, que cotiza en BYMA y fue fundado en el año 1978. Su creación fue el resultado de un proyecto gestado en el Mercado de Valores de Buenos Aires (MERVAL) quien se constituyó como accionista mayoritario (99,8%), acompañado por un grupo de cinco agentes de bolsa que suscribieron el resto del capital. 
La idea central de dicho proyecto era contar con un banco que impulsara y fortaleciera la acción de los agentes de bolsa, coadyuvando de tal forma al desarrollo del mercado de capitales argentino. La importancia de este objetivo hizo que quedara expresamente plasmado en su estatuto social, siendo éste un rasgo distintivo de VALO entre las entidades que conforman el Sistema Financiero Argentino.

## Participación en el mercado de capitales
El programa de acción original de VALO, que aún hoy mantiene plena vigencia, definía su perfil como el de “banco altamente especializado”.
Dentro de este concepto, se previó su participación en las distintas etapas que conforman el proceso de emisión de títulos valores, citando expresamente al asesoramiento financiero a brindar al emisor, el armado técnico de la emisión y la gestión de la correspondiente solicitud de oferta pública y cotización (etapa de estructuración), finalizando con la organización de la colocación.
La participación de VALO en el mercado de fondos comunes de inversión también estuvo presente desde el origen entre sus objetivos comerciales, destacándose ya en aquel entonces la importancia que los mismos tienen para otorgar mayor liquidez a los mercados de valores, como así también para contribuir a la formación de una cultura inversora de más largo plazo que facilite el financiamiento de proyectos de inversión.
De tal manera, VALO se fue constituyendo a través de los años, en la Entidad Financiera más identificada con el mercado de capitales en la Argentina, asumiendo un claro liderazgo en sus roles de fiduciario y depositario de fondos comunes de inversión.

## Escisión de los activos del Mercado de Valores de Buenos Aires / 2017
En mayo de 2017 se hizo efectivo el nacimiento de Bolsas y Mercados Argentinos – BYMA, fruto de la escisión de los activos del Mercado de Valores de Buenos Aires en dos empresas, la citada BYMA que en asociación con la Bolsa de Comercio de Buenos Aires continuó con la actividad de mercado y cámara compensadora, y el Grupo Financiero Valores S.A., quien pasó a ser el accionista mayoritario de Banco de Valores S.A., poseedor del 99,99% de sus acciones.
Este hito marcó el comienzo de un proceso de transformación, que llevó a VALO a convertirse en la actualidad en una compañía de tecnología que brinda servicios financieros.

## Reorganización societaria y oferta pública por acciones / 2019 – 2021
A partir de 2019, Banco de Valores S.A. y su sociedad controlante, Grupo Financiero Valores S.A., iniciaron un proceso de reorganización societaria, mediante el cual Banco de Valores S.A. absorbería a su sociedad controlante.
En el marco del mencionado proceso, Banco de Valores S.A. solicitó autorización para ingresar al régimen de la oferta pública por acciones, la cual fue otorgada por la Comisión Nacional de Valores (CNV) el 3 de mayo de 2021 mediante resolución número RESFC-2021-21117-APN-DIR#CNVA.
En noviembre de 2021 la CNV aprobó, sujeto al cumplimiento de ciertas condiciones, la fusión por absorción de Banco de Valores S.A. con su sociedad controlante Grupo Financiero Valores S.A. Cumplidas dichas condiciones, la fecha de efectiva reorganización fue el 3 de enero de 2022.
Como consecuencia del proceso de fusión, Banco de Valores S.A. adquirió el control del 90,91% del capital social de Mercado de Futuros y Opciones S.A. (MERFOX). Si bien la sociedad fue constituida en la década de los ’80 para operar como un mercado, en la actualidad su actividad se reduce a gestiones administrativas.

## Regionalización de servicios / 2020
En el año 2020, Banco de Valores S.A. decidió ampliar su estrategia de crecimiento enfocándose en la prestación de servicios especializados a nivel regional. En el marco de esa estrategia, Banco de Valores decidió:
1) En noviembre de 2020, la adquisición del 100% del capital social de VALORES Administradora de Fondos de Inversión y Fideicomisos S.A., ubicada en la República Oriental del Uruguay. El Banco Central de dicho país, mediante la Resolución RR-SSF-2021-686 del 05/11/2021, otorgó la autorización para el inicio de sus operaciones.
2) En marzo de 2023 y meses siguientes, la adquisición del 83,33% del capital social y de los votos de CAUSO S.A. (sociedad en proceso de cambio de denominación a Valores Fiduciaria S.A.), ubicada en la República del Paraguay. Esta Sociedad iniciará sus operaciones una vez que el Banco Central de dicho país otorgue la correspondiente autorización.
3) En diciembre de 2023, la firma de un acuerdo con BlackToro Global Investments para constituir “BT VALO”, una colaboración estratégica con el propósito de establecer una nueva subsidiaria para prestar asesoramiento en inversiones que vincule los mercados de EE. UU. y Argentina. En marzo de 2024, Banco de Valores S.A. suscribió e integró el 50% del capital social de dicha sociedad. BT VALO iniciará sus operaciones una vez que se obtenga la correspondiente licencia de Registered Investment Advisor (RIA) en Estados Unidos.